# ملعب لوفتش
ملعب لوفتش هو ملعب كرة قدم يقع في لوفتش، بلغاريا، يتسع لـ 8100 متفرج. تم وضع حجر الأساس للملعب في 1961. بدأ بناؤه في 1961 وافتتح في 1962. تمت توسعته في 1999. تم تجديده في 1999.

## وصلات خارجية
- الموقع الرسمي